# Nogaro
Nogaro är en kommun i departementet Gers i regionen Occitanien i sydvästra Frankrike. Kommunen ligger i kantonen Nogaro som tillhör arrondissementet Condom. År 2022 hade Nogaro 2 226 invånare.

## Befolkningsutveckling
Antalet invånare i kommunen Nogaro
Referens:INSEE